# Lafayette (condado de Chippewa, Wisconsin)
Lafayette es un pueblo ubicado en el condado de Chippewa en el estado estadounidense de Wisconsin. En el Censo de 2010 tenía una población de 5.765 habitantes y una densidad poblacional de 56,86 personas por km².

## Geografía
Lafayette se encuentra ubicado en las coordenadas 44°54′28″N 91°17′43″O / 44.90778, -91.29528. Según la Oficina del Censo de los Estados Unidos, Lafayette tiene una superficie total de 101.39 km², de la cual 89.42 km² corresponden a tierra firme y (11.81%) 11.98 km² es agua.

## Demografía
Según el censo de 2010, había 5.765 personas residiendo en Lafayette. La densidad de población era de 56,86 hab./km². De los 5.765 habitantes, Lafayette estaba compuesto por el 97.59% blancos, el 0.33% eran afroamericanos, el 0.45% eran amerindios, el 0.49% eran asiáticos, el 0% eran isleños del Pacífico, el 0.17% eran de otras razas y el 0.97% pertenecían a dos o más razas. Del total de la población el 0.85% eran hispanos o latinos de cualquier raza.